# Octavien de Saint-Gelais
Pour les articles homonymes, voir Saint-Gelais (homonymie) et Octavien (homonymie).
Octavien de Saint-Gelais, ou Octovien de Saint-Gelais, né à Cognac en 1468 et mort en 1502, est un évêque d'Angoulême, traducteur et poète français.

## Biographie
Il est le cinquième enfant de Pierre de Saint-Gelais et de Philiberte de Fontenay. Les Saint-Gelais sont l'une des familles les plus puissantes de la région et sont très influents à la Cour de Cognac. Dans sa jeunesse, il fait partie de la cour de Charles d'Angoulême (ou Charles d'Orléans) et de Louise de Savoie à Cognac et il est connu comme poète. Il se destine dès l'enfance à une carrière ecclésiastique: il étudie à Paris au collège Sainte-Barbe où l'on enseignait le grec (il y a pour régent Martin Lemaître), puis devient licencié en droit à l'Université de Paris. Ses frères (Charles, Jacques, Jean de Saint-Gelais) s'intéressent également aux choses de l'esprit. Il entre dans les ordres en 1493 et, à 26 ans, il est nommé par Charles VIII évêque d'Angoulême. Durant l'épidémie de peste de 1502 il se retire à Vars où il meurt à l'âge de 36 ans.
Clément Marot qu'il a beaucoup influencé a écrit : « Octavien rend Cognac éternel ».
Le poète et musicien Mellin de Saint-Gelais est son neveu ou son fils naturel.

## La poésie d'Octavien de Saint-Gelais
Ses vers relèvent de nombreux genres poétiques, avec diverses combinaisons de rimes et de rythmes.
Il a pratiqué assez régulièrement l'alternance des rimes masculines et féminines et son exemple semble avoir contribué à rendre cette alternance obligatoire hors du genre marotique. Il ne fut cependant pas l'inventeur de cette pratique, déjà suivie avec plus ou moins de rigueur au XIIe et au XIIIe siècles et mentionnée au XIVe siècle dans le traité Las leys d'Amors.
Voici un exemple de poème d'Octavien de Saint-Gelais :
« Adieu, Coignac, le second paradis,

Chasteau assis sur fleuve de Charente,

Où tant de fois me suys trouvé jadis,

Mettant esbas et bonne chière en vente

Quand de tout ce me souviens et ramente

J'en ay le deuil qui passe tout plaisir.

Que j'euz jamais et le tiens à loisir,

À digérer très-cuysant et doubtable:

Dont par regret suis servy à ma table. » (Le Séjour d'honneur, IV, 15, v. 109-117)

## Publications
- Le séjour d'honneur, A. Vérard, 1519
- Il a traduit en vers l'Énéide de Virgile, des comédies de Térence et les Héroïdes d'Ovide.

Éditions modernes
- Le séjour d'honneur, éd. critique, introd. et notes par Fréderic Duval, Droz, 2002  (ISBN 2-600-00629-X)
- La chasse d'amours, poème publié en 1509, attribué à Octavien de Saint-Gelais, éd. critique par Mary Beth Winn, Droz, 1984